# Верекије
Верекије (итал. Verecchie) је насеље у Италији у округу Л'Аквила, региону Абруцо.
Према процени из 2011. у насељу је живело 138 становника. Насеље се налази на надморској висини од 996 м.